# Lesley Garrett
Lesley Garrett est une soprano et une personnalité des médias britannique née le 10 avril 1955. En tant que commandeur de l'Ordre de l'Empire britannique, son nom est suivi des lettres CBE.

## Carrière musicale
Diplômée de la Royal Academy of Music, elle remporte le prix Decca lors des Kathleen Ferrier Award de 1979, ce qui lance sa carrière. Sa popularité sort renforcée de ses interprétations à l'English National Opera en tant que première soprano, notamment de Xerxès, Les Noces de Figaro, Così fan tutte et La chauve-souris.
Lesley Garrett a enregistré une dizaine d'albums en solo dont beaucoup sont disques d'or ou d'argent. Soprano in Red reçut les Gramophone Award des meilleures ventes de musique classique.
Mardi 20 mai 2008, elle donne un concert, surplombant la Tour de Londres, à 50 m du sol.
Membre des instances du English National Opera, elle est décorée en 2002 de l'Ordre de l'Empire britannique pour ses services à la musique.

## Télévision et radio
Ses interventions à la télévision et à la radio se multiplient depuis 2004.
Elle est actuellement animatrice sur la radio de musique classique britannique Classic FM.

## Discographie

### CD
- Diva! A Soprano At The Movies (1991)
- Bernard J. Taylor's "Wuthering Heights" (1992)
- Prima Donna (1992)
- Simple Gifts (1994)
- Soprano in Red (1995)
- Soprano in Hollywood (1996)
- A Soprano Inspired (1997)
- Lesley Garrett (1998)
- Travelling Light (2001)
- The Singer (2002)
- So Deep is the Night (2003)
- The Best of Lesley Garrett (2004)
- When I Fall In Love (2007) — #11 UK
- Amazing Grace (2008)

### DVD
- Lesley Garrett (1998)
- I Will Wait For You (2000)
- Notes From The Heart (2003)
- Desert Dreams (2004)
- Lesley Garrett: Music from the Movies (2006)